# Francesco Colasuonno
Francesco Colasuonno (2. ledna 1925 Grumo Appula – 31. května 2003 tamtéž) byl italský římskokatolický diplomat, arcibiskup a kardinál. Na různých diplomatických postech sloužil více než 20 let.

## Život
Francesco se narodil v lednu 1925 v jihoitalském městečku Grumo Appula v Bari. Na kněze byl vysvěcen v roce 1947. Více než 10 let vyučoval v tamním semináři a sám studoval. Studia dokončil získáním doktorátu z teologie a kanonického práva.
Od roku 1958 začal pracovat na vatikánském státním sekretariátu a následně pro vatikánskou diplomacii. Prvním působištěm se mu staly Spojené státy americké (1962–1967), poté Indie, a Čínská republika (Tchaj-wan). V roce 1974 byl jmenován apoštolským delegátem pro Mosambik, kde působil do roku 1981. Apoštolským pro-nunciem se stal roku 1981 s působností v Zimbabwe (do roku 1985). V letech 1985–1986 působil na stejné pozici v tehdejší Jugoslávii.
Apoštolským nunciem byl jmenován 12. února 1986 pro tehdejší Polskou lidovou republiku. V roce 1989 se stal spolusvětitelem litoměřického biskupa Josefa Koukla. Apoštolským delegátem pro tehdejší Sovětský svaz (a posléze Rusko) byl ustanoven 15. března 1990, kde působil až do roku 1994. V letech 1994–1998 byl apoštolským nunciem v Itálii, zároveň také v letech 1995–1998 apoštolským nunciem pro San Marino.
Dne 21. února 1998 byl jmenován kardinálem, s titulem kardinál-jáhen ze Sant'Eugenio, a zároveň odešel z aktivní služby do důchodu. Zemřel ve věku 78 let 31. května 2003.